# Aster Italiana
Aster Italiana (Астер Італьяна) — з 1906 року італійський виробник автомобілів. Штаб-квартира розташована в місті Мілан. У 1908 році компанія припинила виробництво автомобілів.

## Історія
Компанія Aster Societa Italiana Motori (ASIM) була заснована французьким виробником автомобілів і двигунів Ateliers de Construction Mecanique l'Aster.
Компанія, розташована в Мілані, почала в 1906 році з продажу французьких двигунів материнської компанії Aster. Згодом Aster Italiana побудували невелику кількість автомобілів за ліцензією Aster. У 1908 році компанія припинила свою діяльність.

## Автомобіль
Єдина модель мала шестициліндровий 2300-кубовий двигун, потужністю 30 к.с. при 3000 об/хв.

## Список автомобілів Aster Italiana
- 1906 - Aster Italiana 30HP